# Ida Ljungqvist
Ida Ljungqvist, född 27 september 1981, är en tanzanisk-svensk fotomodell. Hon var Playboys Playmate of the Month, i mars 2008 och 2009 blev hon Playmate of the Year, den 50:e i ordningen.  Hon var den första afrikanska och den andra svenska som har fått denna utmärkelse. Hon talar engelska, svenska och swahili flytande.

## Uppväxt
Ljungqvist föddes i Tanzania av en tanzanisk mor och en svensk far. Hennes modellkarriär tog fart efter att hon upptäckts av Sara Jean Underwood i en klädaffär på Rodeo Drive i Los Angeles där hon då arbetade.
I december 2007 gifte Ljungqvist sig med Joshua Lang men paret skilde sig året därpå.
Ljungqvists far arbetade på Unicef, vilket medförde att hon kom att bo i många länder under sin uppväxt, bland annat i Afrika, Asien, Europa och Nordamerika.